# Тургунова Гулчехра
Гулчехра Тургунова (15 червня 1944, село Ташлак Ташлацького району Ферганської області, тепер Узбекистан) — радянська діячка, ткаля Маргіланського виробничого об'єднання килимових тканин «Атлас» Узбецької РСР, член Секретаріату ЦК КПРС. Член ЦК КПРС у 1990—1991 роках.

## Життєпис
Народилася в родині колгоспника.
У 1962—1963 роках — ткаля шовкоткацької фабрики в Ахунбабаєвському районі Ферганської області.
У 1963—1968 роках — ткаля, в 1968—1969 роках — інструктор, майстер виробничого навчання фірми «Атлас» у місті Маргілані Узбецької РСР.
Член КПРС з 1965 року.
У 1969 році закінчила середню школу.
З 1969 року — ткаля Маргіланського виробничого об'єднання арових (килимових) тканин «Атлас» Узбецької РСР.
14 липня 1990 — 23 серпня 1991 року — член Секретаріату ЦК КПРС.
Подальша доля невідома.

## Нагороди і звання
- орден Дружби народів
- медалі
- Заслужений наставник молоді Узбецької РСР